# 凯瑟琳岛
凯瑟琳岛（Catherine Island）是位於美国阿拉斯加州东南部亚历山大群岛的一个岛屿。該島位於巴拉諾夫島東北端附近，行政上由锡特卡管轄。1935年美国国家森林局將該島命名為凯瑟琳岛，名字來自於叶卡捷琳娜一世。凯瑟琳岛面积为86.936平方公里，並且無常住人口。

## 來源
1. ↑  DeArmond, R. N. . Juneau, Alaska: Ripley/DeArmond. 1995.

- Catherine Island: Block 1040, Census Tract 1, Sitka City and Borough, Alaska （页面存档备份，存于） United States Census Bureau

57°22′34″N 134°53′45″W / 57.37611°N 134.89583°W